# Per Anders Palmqvist
Per Anders Palmqvist, född 31 juli 1933 i Stockholm, död 6 september 2014 i Trollhättan, var en svensk målare, tecknare och teckningslärare. 
Han var son till pastorn Nils Palmqvist och Astrid Svensson och från 1958 gift med läraren Inger Stina Hegardt (1934–2001). Palmqvist utbildade sig till teckningslärare vid Konstfackskolan i Stockholm 1952–1956 och bedrev självstudier inom konsten under resor till Norge, Tyskland, Nederländerna, Frankrike och Italien. Han tilldelades Västerås stads kulturstipendium 1959. Han medverkade i Nationalmuseums utställning Unga tecknare 1958–1960 och  i samlingsutställningar med Västerås konstförening. Hans konst består av stadsbilder och landskap utförda i olja, akvarell, teckning eller mosaik. Palmqvist är representerad vid Moderna museet i Stockholm.  

### Fotnoter
1. ↑  Per Anders Palmqvist har avlidit ttela.se 13 september 2014. Läst 24 januari 2017.
2. ↑  Moderna museet